# 해바라기 (1974년 드라마)
《해바라기》는 1974년 1월 7일부터 1974년 4월 26일까지 방영된 MBC 일일연속극이다.

## 등장 인물
- 최정훈
- 양정화 → 고두심[1]
- 김정연
- 정혜선